# بو ويلش
بو ويلش (بالإنجليزية: Bo Welch) (و. 1951  م) هو مخرج أفلام، وكاتب سيناريو أمريكي.

## التعليم
تعلم في جامعة أريزونا
.

## وصلات خارجية
- بو ويلش على موقع IMDb (الإنجليزية)
- بو ويلش على موقع ألو سيني (الفرنسية)
- بو ويلش على موقع أول موفي (الإنجليزية)
- بو ويلش على موقع قاعدة بيانات الأفلام السويدية (السويدية)
- بو ويلش على موقع قاعدة بيانات الفيلم (الإنجليزية)
- بو ويلش على موقع كينوبويسك (الروسية)